# Nguyễn Tư Thoan
Nguyễn Tư Thoan (sinh ngày 20 tháng 10 năm 1920, mất ngày 13 tháng 7 năm 1989) là chính trị gia người Việt Nam. Ông từng giữ chức vụ Bí thư Tỉnh ủy Quảng Bình từ tháng 3 năm 1959 đến tháng 6 năm 1974, Chủ tịch Ủy ban kháng chiến - Hành chính tỉnh Quảng Bình từ năm 1952 đến năm 1959, Đại biểu Quốc hội Việt Nam khóa 3 nhiệm kì 1964-1971 và khóa 2 nhiệm kì 1960-1964 thuộc đoàn đại biểu Quốc hội tỉnh Quảng Bình. Ông là người có vai trò quan trọng trong việc đưa Quảng Bình dẫn đầu "Phong trào hai giỏi" (giỏi chiến đấu và giỏi sản xuất) thời kháng chiến chống Mỹ. Tháng 6 năm 1974, ông bị Đảng Lao động kỉ luật mất chức Bí thư Tỉnh ủy Quảng Bình do đã từng làm cảnh sát cho Pháp và Nhật trước năm 1945 ở một tỉnh miền Nam Việt Nam.

## Tiểu sử
Nguyễn Tư Thoan sinh ngày 20 tháng 10 năm 1920, quê quán ở xã Hoa Thủy, huyện Lệ Thủy, tỉnh Quảng Bình.
Trước năm 1945, Nguyễn Tư Thoan từng có thời gian làm cảnh sát cho chính quyền thuộc địa Pháp ở một tỉnh miền Nam Việt Nam.
Sau khi quân Pháp đầu hàng quân đồng minh và quân Nhật chiếm đóng Việt Nam, Nguyễn Tư Thoan làm cảnh sát cho quân Nhật Bản.
Tháng 8 năm 1945, Cách mạng tháng Tám nổ ra, Nguyễn Tư Thoan tham gia Mặt trận Việt Minh ở quê nhà là xã Hoa Thủy.
Sau đó, ông được kết nạp vào Đảng Cộng sản Việt Nam.
Ông từng giữ chức vụ Chính trị viên Trung đội Giải phóng quân Mặt trận đường 9 Nam Lào, rồi Chính trị viên Huyện đội Lệ Thủy.
Năm 1948, Nguyễn Tư Thoan làm Bí thư Huyện ủy Quảng Ninh, tỉnh Quảng Bình.
Sau đó ông giữ chức vụ Chính trị viên Tỉnh đội Quảng Bình.
Năm 1952, ông được bầu làm Tỉnh ủy viên Quảng Bình, Chủ tịch Ủy ban kháng chiến - Hành chính tỉnh Quảng Bình.
Tại Đại hội Đảng bộ tỉnh Quảng Bình lần thứ 4 (Vòng 1: Họp từ ngày 20 đến 26 tháng 6 năm 1960 tại thị xã Đồng Hới với sự tham dự của 175 đại biểu thay mặt cho 11,460 đảng viên toàn tỉnh Quảng Bình; và Vòng 2: Họp từ ngày 6 đến 13 tháng 3 năm 1961), Nguyễn Tư Thoan được bầu làm Bí thư Tỉnh ủy Quảng Bình.
Tại Đại hội Đảng bộ tỉnh Quảng Bình lần thứ 5 (Họp từ ngày 6 đến 13-8-1963 tại thị xã Đồng Hới với sự tham dự của 215 đại biểu thay mặt cho 12,800 đảng viên toàn tỉnh Quảng Bình), Nguyễn Tư Thoan tái đắc cử Bí thư Tỉnh ủy Quảng Bình.
Từ năm 1960 đến năm 1964, ông là Đại biểu Quốc hội Việt Nam khóa 2 thuộc đoàn đại biểu Quốc hội tỉnh Quảng Bình cùng với 6 đại biểu khác là Nguyễn Phương Danh (tức Tám Danh, sinh năm 1901, quê Cần Thơ), Võ Nguyên Giáp (1911-2013), Nguyễn Lợ (sinh năm 1926, quê huyện Bố Trạch), Ma Văn Thay (sinh năm 1919, quê Quảng Trạch), Trần Quang Thông (sinh năm 1880, quê Quảng Ninh, Quảng Bình) và Trần Thị Xuyến (sinh năm 1929, quê huyện Quảng Trạch).
Từ năm 1964 đến năm 1971, ông là Đại biểu Quốc hội Việt Nam khóa 3 thuộc đoàn đại biểu Quốc hội tỉnh Quảng Bình cùng với 6 đại biểu khác là Võ Nguyên Giáp, Phan Văn Hai (tức Ba Du), Phạm Xuân Quảng, Hoàng Thị Thiệu, Lê Trạm, Võ Khắc Ý.
Nguyễn Tư Thoan là người có vai trò quan trọng trong việc đưa Quảng Bình dẫn đầu "Phong trào hai giỏi" thời kháng chiến chống Mỹ. Ngày 17 tháng 7 năm 1965, Chủ tịch nước Hồ Chí Minh đã gửi thư khen ngợi nhân dân Quảng Bình là quê hương của phong trao Hai giỏi vì có thành tích bắn rơi 100 máy bay vào ngày 14 tháng 7 năm 1965, đồng thời hoàn thành xuất sắc việc thu hoạch lúa vụ mùa Đông Xuân 1964-1965.
Tháng 6 năm 1974, ông bị Đảng Lao động kỉ luật, mất chức Bí thư Tỉnh ủy Quảng Bình do đã từng làm cảnh sát cho Pháp và Nhật trước năm 1945 ở một tỉnh miền Nam Việt Nam. Việc này ông không ghi trong lí lịch nhưng khi ông tham dự Đại hội Đại biểu toàn quốc Đảng Lao động ở Hà Nội đã bị một đại biểu từ miền nam phát giác.
Sau đó, Nguyễn Tư Thoan bị điều động ra Hà Nội làm chuyên viên ở Ủy ban Nông nghiệp Trung ương (nay là Bộ Nông nghiệp và Phát triển nông thôn).
Tháng 5 năm 1976, ông nghỉ hưu.
Sau khi nghỉ hưu, ông cư trú ở quê nhà Quảng Bình. Ông sống cuộc đời thanh đạm, nghèo khổ.
Ông mất ngày 13 tháng 7 năm 1989, thọ 69 tuổi.

## Gia đình
Ông đã lập gia đình. Hai vợ chồng ông sinh được 7 người con, trong đó 6 người là Đảng viên Đảng Cộng sản Việt Nam. Hai con trai đầu của ông đều tham gia phục vụ Quân đội nhân dân Việt Nam, một người là lính trinh sát, còn một người là lính hải quân đoàn tàu không số. Con gái lớn nhất của ông tên là Nguyễn Thị Thu Thủy.

## Tác phẩm
Nguyễn Tư Thoan làm nhiều thơ và có nhiều bài được in trong tập "Bí thư Tỉnh ủy Quảng Bình trên đất lửa".